# Уркендеу (Жанааркинський район)
Уркенде́у (каз. Өркендеу) — село у складі Жанааркинського району Улитауської області Казахстану. Входить до складу Актубецького сільського округу.
Населення — 40 осіб (2021; 64 у 2009, 189 у 1999, 381 у 1989).
Національний склад станом на 1989 рік:
- казахи — 100 %.

У радянські часи село мало назву також Оркендеу.